# Tres de Corazón
Tres de Corazón o Tr3sdeCoraZón és una formació de punk rock d'origen Colombià de la ciutat de Medellín. Va iniciar l'any 2002 amb una gran acollida pels seguidors del rock a Colòmbia. La formació ja compta amb sis treballs discogràfics, a més d'un reconeixement a Llatinoamericà en països com Mèxic, Argentina i Amèrica del Nord en Estats Units; amb diversos concerts desenvolupats en aquests països. El seu primer àlbum es va cridar "No hay tiempo que perder" l'any 2003. El segon treball discogràfic és "Cien por ciento", de l'any 2005. Després de tres anys llancen al mercat "La vida sigue" i el 2010 llancen "Quietos Todos". L'any 2014 llancen "Dame una Alegría" cançó homenatge a la Selecció de futbol de Colòmbia, per al mundial Brasil 2014. Més endavant, en el mateix any publiquen "Equación D'Amor". Diverses cançons provinents de l'àlbum "Arriba Las Banderas".

## Fundació del grup
Aquesta idea es crea al mes de gener de l'any 2002 per iniciativa de Sebastián (vocalista) i Felipe (bateria). Des de l'inici sabien que volien formar una formació que fes cançons quotidianes, basant-se en el rock clàssic i el so cru del Punk: guitarra, baix i bateria. Sense cap pretensió van escriure les seves dues primeres cançons: Que esperas y Que se yo?, i entusiasmats pel bon resultat van decidir cridar el Jorge (baixista) per acabar de donar forma a la formació i poder començar a treballar en aquest projecte musical que diversos mesos després i amb més de 10 cançons compostes s'anomenranTr3sdecoraZón.